# 全国社会保険協会連合会
一般社団法人全国社会保険協会連合会（ぜんこくしゃかいほけんきょうかいれんごうかい、全社連）は、健康保険及び厚生年金保険その他社会保険事業の円滑な運営を目的とする、社会保険事業者の業界団体である。かつては厚生労働省が所管していた。月刊誌『社会保険』を発行している。

## 歴史
1952年12月17日に、社団法人全国社会保険協会連合会として設立する。健康保険、厚生年金保険、その他社会保険の円滑な運営の促進と被保険者とその扶養者の福祉を図ることと社会保障制度確立を目的に、全国の各都道府県社会保険協会47名を会員とする。国から受託した事業が主体に、国が設置した病院、診療所、看護学校、介護老人保健施設などの経営や整備などを行う。
全51病院の2012年度決算で総額約118億円のずさんな会計処理が2013年に発覚し、厚生労働省から改善命令を受けた。
社会保険病院、RFOが受託した厚生年金事業振興団による厚生年金病院、船員保険会による船舶病院などは、独立行政法人年金・健康保険福祉施設整理機構 (RFO) へ経営委託していたが2014年3月31日に終了し、4月1日に発足した独立行政法人地域医療機能推進機構 (JCHO) へ譲渡し、一般社団法人へ改組した。

## かつての運営施設

### 病院
2014年4月1日付で、「地域医療機能推進機構○○病院（略称：JCHO○○病院）」あるいは「地域医療機能推進機構○○医療センター（略称：JCHO○○医療センター）」などに改称した。「秋田社会保険病院」が「地域医療機能推進機構秋田病院」、「宮城社会保険病院」が「地域医療機能推進機構仙台南病院」などとなった。以下、厚生年金事業振興団による厚生年金病院および船員保険会による船舶病院も含む。（◆は厚生年金事業団のもの、▼は船員保険会のもの）。
JCHO以外の他事業者等へ移管された病院は、改称後の名称も付する。特記事項のないものは、2014年4月1日付でJCHO運営の病院へ移行した。
全国51病院
- 札幌社会保険総合病院
- 北海道社会保険病院
- 東北厚生年金病院◆（現：東北医科薬科大学病院）
- 宮城社会保険病院
- 仙台社会保険病院
- 秋田社会保険病院
- 社会保険二本松病院
- 宇都宮社会保険病院
- 社会保険群馬中央総合病院
- 埼玉社会保険病院
- 社会保険大宮総合病院
- 社会保険船橋中央病院
- 千葉社会保険病院
- 東京厚生年金病院◆
- 社会保険中央総合病院
- せんぽ東京高輪病院▼
- 社会保険蒲田総合病院
- 城東社会保険病院
- 社会保険横浜中央病院
- 横浜船員保険病院▼
- 川崎社会保険病院（現：AOI国際病院[1]）
- 社会保険相模野病院
- 湯河原厚生年金病院◆
- 社会保険山梨病院
- 社会保険鰍沢病院（現：峡南医療センター富士川病院[2]）
- 社会保険高岡病院
- 金沢社会保険病院
- 福井社会保険病院
- 社会保険高浜病院
- 岐阜社会保険病院
- 桜ヶ丘病院
- 三島社会保険病院
- 社会保険中京病院
- 四日市社会保険病院
- 社会保険滋賀病院
- 社会保険京都病院
- 奈良社会保険病院
- 星ヶ丘厚生年金病院◆
- 大阪厚生年金病院◆
- 大阪船員保険病院▼
- 社会保険神戸中央病院
- 玉造厚生年金病院◆
- 綜合病院社会保険徳山中央病院
- 社会保険下関厚生病院
- 健康保険鳴門病院（現：徳島県鳴門病院）
- 社会保険栗林病院
- 宇和島社会保険病院
- 厚生年金高知リハビリテーション病院◆
- 九州厚生年金病院◆
- 健康保険直方中央病院
- 社会保険久留米第一病院
- 佐賀社会保険病院
- 社会保険浦之崎病院
- 健康保険諫早総合病院
- 健康保険人吉総合病院
- 健康保険天草中央総合病院
- 健康保険熊本総合病院
- 健康保険南海病院
- 湯布院厚生年金病院◆
- 社会保険宮崎江南病院

### 看護学校
- 社会保険船橋保健看護専門学校
- 東京厚生年金看護専門学校◆
- 社会保険中央看護専門学校
- 社会保険横浜看護専門学校
- 社会保険中京看護専門学校
- 大阪厚生年金看護専門学校◆
- 社会保険神戸看護専門学校
- 健康保険鳴門看護専門学校（現：徳島県鳴門病院附属看護専門学校[3]）

## 註釈
1. ↑  2013年4月1日、民間の医療法人へ譲渡したため、JCHOへは継承されなかった。
2. ↑  2014年4月1日、他病院と2介護施設とともに山梨県市川三郷町・富士川町峡南医療センターへ統合・移管され、鰍沢病院の施設は同センターの「富士川病院」となった。
3. ↑  2013年、地方独立行政法人徳島県鳴門病院へ移管。